# Jolanta Dičkutė
Jolanta Dičkutė (născută la 8 decembrie 1970 în Kaunas, Lituania) este o politiciană lituaniană, membră a Parlamentului European în perioada 2004-2009 din partea Lituaniei, din partea Partidului Laburist; parte a Alianței Liberalilor și Democraților pentru Europa. În perioada 1989-2002, a studiat la Universitatea de Medicină din Kaunas pentru a obține doctoratul în sănătatea publică.